# 람시엘
람시엘(Ramciel)은 남수단 중부에 위치한 도시로 행정 구역상으로는 레이크스주에 속한다. 남수단의 수도인 주바에서 북쪽으로 약 200km 정도 떨어진 곳에 위치하며 백나일강 서안과 접한다.
남수단의 초대 대통령을 역임한 존 가랑이 수도 이전을 구상하던 당시에 남수단의 새 수도로 검토했던 도시이다. 2011년 2월 남수단 정부는 수도를 주바에서 람시엘로 옮긴다는 계획을 발표했다.